# Hymna Mandžukua
Hymna Mandžukua byla jedním z mnoha státních symbolů vytvořených pro dojem legitimity a nezávislosti Japonci ovládaného loutkového státu Mandžukuo. Během existence tohoto státu, trvající celkem 14 let se používaly dvě hymny. První v letech 1933-1942, druhá od roku 1942 do roku 1945. První složil čínský politik, básník a filozof Čcheng Hsiao-hsü, druhou pozdější předseda vlády Čchang Čching-Hui. Skladatelem druhé verze hymny byl Japonec Kosaku Jamada. Jednalo se o hymny de iure, nikoli de facto. Byly používány ve vysokých vládních kruzích a v propagandě. Obyvatelé Mandžuska, kteří tu dobu pamatují, ji většinou neznají, ale spousta z nich umí plynně zpívat japonskou hymnu Kimi ga-Jo, což dosvědčuje, že hymny fungovaly pouze jako tzv. potěmkinovy vesnice.

## Hymna z roku 1933
Tuto píseň napsal básník a reformní politik z období dynastie Čching Čcheng Hsiao-hsü. Zatím neobsahovala projaponské nálady. Spíše citovala z Konfucianismu a vyzývala k výstavbě národa.
| Čínsky                       | Pinyin                                             |
| ---------------------------- | -------------------------------------------------- |
| 地內 有了新滿洲              | Tiān dì nèi, yǒu liǎo xīn mǎnzhōu                  |
| 新滿洲 便是新天地            | Xīn mǎnzhōu, biàn shì xīn tiān dì                  |
| 頂天立地 無苦無憂 造成我國家 | Dǐng tiān lì dì, wú kǔ wú yōu, zào chéng wǒ guójiā |
| 只有親愛竝無怨仇             | Zhǐ yǒu qīn'ài bìng wú yuànchóu                    |
| 人民三千萬 人民三千萬        | Rénmín sān qiān wàn, rénmín sān qiān wàn           |
| 縱加十倍也得自由             | Zòng jiā shí bèi yě dé zìyóu                       |
| 重仁義 尚禮讓 使我身修       | Zhòng rényì, shàng lǐràng, shǐ wǒ shēn xiū,        |
| 家已齊 國已治 此外何求?      | Jiā yǐ qí, guó yǐ zhì, cǐwài hé qiú?               |
| 近之則與世界同化             | Jìn zhī, zé yǔ shìjiè tónghuà                      |
| 遠之則與天地同流             | Yuǎn zhī, zé yǔ tiāndì tóng liú                    |

## Hymna z roku 1942
5. září 1942 Mandžukuo změnilo státní hymnu. Podle oficiálního vyjádření předsedy vlády se nedala použít kvůli současné situaci v Císařství. Novou hymnu složil japonský skladatel Kosaku Jamada, který mj. působil v Německu. Měla i japonskou sloku a prvořadě oslavovala císaře.

### První strofa
| Čínsky                    | Pinyin                                                |
| ------------------------- | ----------------------------------------------------- |
| 神光開宇宙 表裏山河壯皇猷 | Shén guāng kāi yǔzhòu, biǎolǐ shānhé zhuàng huáng yóu |
| 帝德之隆 巍巍蕩蕩莫與儔   | Dì'dé zhī lóng wēiwēi dàngdàng mò yǔ chóu             |
| 永受天祐兮 萬壽無疆薄海謳 | Yǒng shòu tiān yòu xī, wànshòuwújiāng bó hǎi xú       |
| 仰贊天業兮 輝煌日月侔     | Yǎng zàn tiān yè xī, huīhuáng rì yuè móu              |

### Druhá strofa
| Japonsky                    | Přepis                        |
| --------------------------- | ----------------------------- |
| おほみひかり あめつちにみち | Ōmi-hikari ametsuchi ni michi |
| 帝德は たかくたふとし       | Teitoku wa takaku tōtoshi     |
| とよさかの 萬壽ことほぎ     | Toyosaka no banju kotohogi    |
| あまつみわざ あふぎまつらむ | Amatsumiwaza aogimatsuran     |